# مسجد روشناوند
مسجد روشناوند مربوط به دوره صفوی است و در شهرستان بیرجند، بخش مرکزی، روستای روشناوند واقع شده و این اثر در تاریخ ۱۰ خرداد ۱۳۸۲ با شمارهٔ ثبت ۸۹۴۹ به‌عنوان یکی از آثار ملی ایران به ثبت رسیده است.